# Paguristes triangulopsis
Paguristes triangulopsis is een tienpotigensoort uit de familie van de Diogenidae. De wetenschappelijke naam van de soort is voor het eerst geldig gepubliceerd in 1968 door Forest & de Saint Laurent.